# 塞拉瓦萊 (提契諾州)

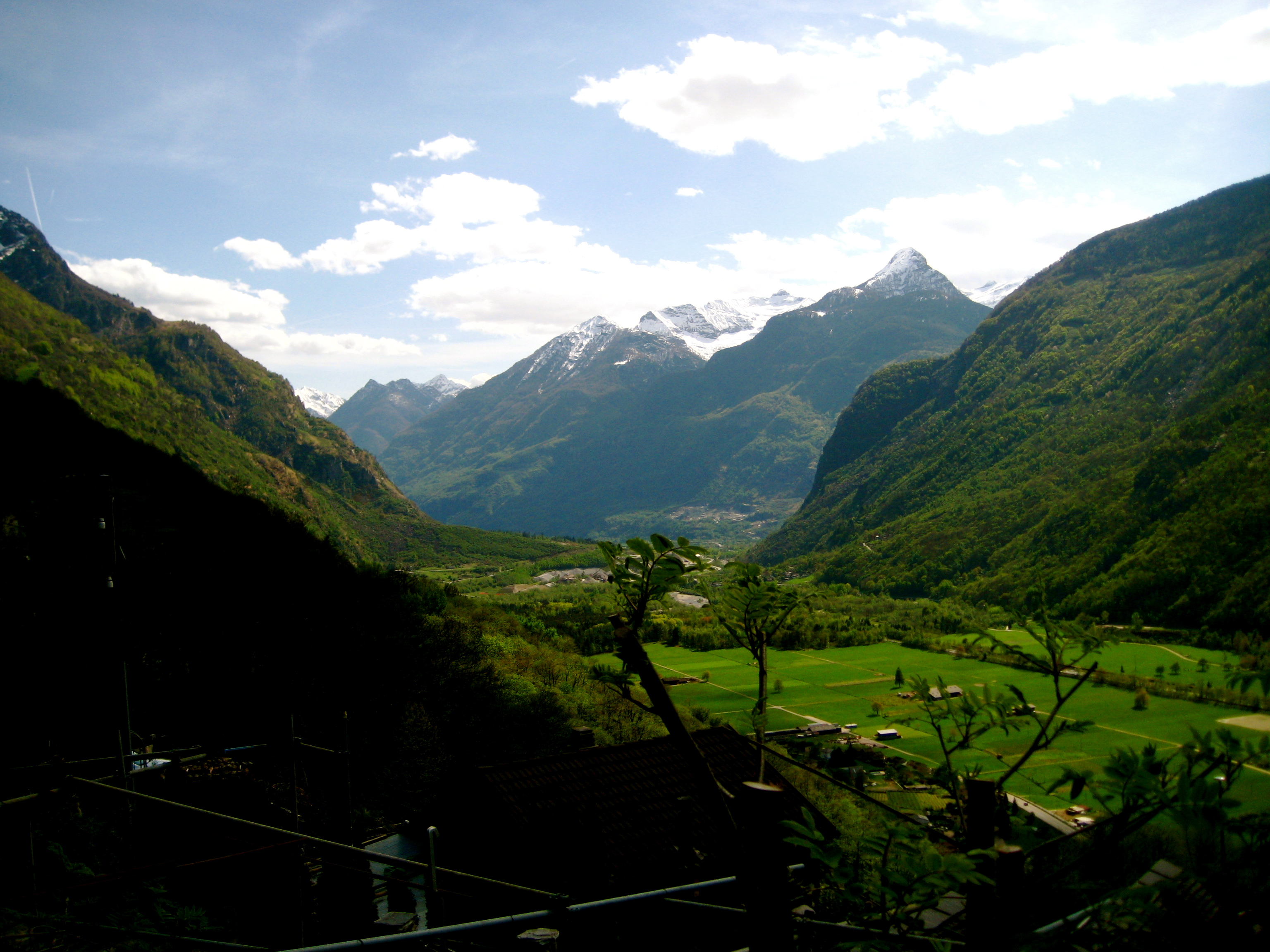

塞拉瓦萊是瑞士的城鎮，位於該國南部，由提契諾州負責管轄，面積96.92平方公里，四成半土地是森林，海拔高度389米，2011年人口1,994，人口密度每平方公里21人。